# Blood and Chocolate (album)
Pour les articles homonymes, voir Blood and Chocolate.
Albums de Elvis Costello
King of America
(1986) Out of Our Idiot
(1987)
Blood and Chocolate (1986) est un album d'Elvis Costello. L'album réunit Costello, The Attractions et le producteur Nick Lowe, mais ce fut le dernier enregistré par le groupe avant une séparation qui durera huit ans. L'album fut enregistré dans une seule grande pièce à haut volume, tandis que les membres du groupe s'écoutaient à travers des haut-parleurs au lieu de porter des écouteurs, ce qui était à l'époque inhabituel pour un album studio. Costello décrit la séance comme l'enregistrement de "gens en train de taper et de pincer des cordes avec une bonne dose de hurlements."
Le chant et le jeu de Costello sont crédités sur l'album sous le pseudonyme de "Napoleon Dynamite", tandis que l'écriture des chansons est créditée à son nom réel, MacManus (sauf "I Hope You're Happy Now", qui est crédité à Costello).
La liste des faces et des musiciens crédités est écrite en espéranto.
L'album est cité dans l'ouvrage de référence de Robert Dimery Les 1001 albums qu'il faut avoir écoutés dans sa vie.

## Liste des pistes

### Album d'origine
| No  | Titre                                     | Auteur                   | Durée |
| --- | ----------------------------------------- | ------------------------ | ----- |
| 1.  | Uncomplicated                             | Declan MacManus          | 3:26  |
| 2.  | I Hope You're Happy Now                   | Elvis Costello           | 3:07  |
| 3.  | Tokyo Storm Warning                       | Cait O'Riordan, MacManus | 6:24  |
| 4.  | Home Is Anywhere You Hang Your Head       | MacManus                 | 5:04  |
| 5.  | I Want You                                | MacManus                 | 6:40  |
| 6.  | Honey, Are You Straight or Are You Blind? | MacManus                 | 2:08  |
| 7.  | Blue Chair                                | MacManus                 | 3:09  |
| 8.  | Battered Old Bird                         | MacManus                 | 5:50  |
| 9.  | Crimes of Paris                           | MacManus                 | 4:19  |
| 10. | Poor Napoleon                             | MacManus                 | 3:21  |
| 11. | Next Time Round                           | MacManus                 | 3:35  |

- Sur le disque d'origine, les cinq premières pistes constituaient la face A, les six suivantes la face B.

### Pistes supplémentaires (réédition Rykodisc de 1995)
| No  | Titre                                           | Auteur                | Durée |
| --- | ----------------------------------------------- | --------------------- | ----- |
| 12. | Seven Day Weekend (avec Jimmy Cliff)            | Jimmy Cliff, Costello | 2:36  |
| 13. | Forgive Her Anything                            |                       | 3:11  |
| 14. | Blue Chair (Version single)                     |                       | 3:38  |
| 15. | Baby's Got a Brand New Hairdo                   |                       | 3:23  |
| 16. | American without Tears No. 2 (Twilight version) |                       | 3:33  |
| 17. | A Town Called Big Nothing (Really Big Nothing)  |                       | 5:44  |

- Cette réédition place toutes les pistes, y compris les pistes bonus un seul CD.

### Pistes supplémentaires (réédition Rhino Records de 2002)
| No  | Titre                                   | Auteur                                           | Durée |
| --- | --------------------------------------- | ------------------------------------------------ | ----- |
| 12. | Leave My Kitten Alone                   | Little Willie John, James McDougal, Titus Turner | 3:24  |
| 13. | New Rhythm Method                       |                                                  | 2:30  |
| 14. | Forgive Her Anything (nouvelle version) |                                                  | 3:51  |
| 15. | Crimes of Paris (version électrique)    |                                                  | 4:37  |
| 16. | Uncomplicated (Alternate version)       |                                                  | 3:06  |
| 17. | Battered Old Bird (Alternate version)   |                                                  | 4:24  |
| 18. | Seven Day Weekend (avec Jimmy Cliff)    | Cliff, Costello                                  | 2:36  |
| 19. | Blue Chair                              |                                                  | 3:41  |
| 20. | Baby's Got a Brand New Hairdo (Live)    |                                                  | 3:25  |
| 21. | American without Tears No. 2            |                                                  | 3:35  |
| 22. | All These Things                        | Allen Toussaint                                  | 3:04  |
| 23. | Pouring Water on a Drowned Man          | Drew Baker, Dani McCormick                       | 2:34  |
| 24. | Running Out of Fools                    | Richard Ahlert, Kay Rogers                       | 2:35  |
| 25. | Tell Me Right Now                       | Joe Tex                                          | 3:05  |
| 26. | Lonely Blue Boy                         | Benjamin Weisman, Fred Wise                      | 2:04  |

- Cette réédition place l'album d'origine et l'intégralité des pistes bonus sur deux disques séparés.

## Personnel
- Elvis Costello - Chant; Guitare; Guitare basse; Tambourin; divers objets (soufflet, canne, couteau - voir note)
- Steve Nieve - Claviers
- Bruce Thomas - Guitare; Guitare basse; Saxophone
- Pete Thomas - Batterie; Saxophone alto

### Personnel supplémentaire
- Nick Lowe - Guitare acoustique
- Cait O'Riordan - Chant; chant d'accompagnement

Note: les crédits pour les instruments sont écrits en espéranto. Les traductions de balgo, kanoj et klingovaroj sont approximatives.